# Ochrotrichia logana
Ochrotrichia logana är en nattsländeart som först beskrevs av Ross 1941.  Ochrotrichia logana ingår i släktet Ochrotrichia och familjen smånattsländor. Inga underarter finns listade i Catalogue of Life.